# Campeonato Mundial de Ciclismo en Pista de 1905
El XIII Campeonato Mundial de Ciclismo en Pista se celebró en Amberes (Bélgica) entre el 16 y el 23 de julio de 1905 bajo la organización de la Unión Ciclista Internacional (UCI) y la Federación Bélgica de Ciclismo.
En total se disputaron 4 pruebas, 2 para ciclistas profesionales y 2 para ciclistas aficionados o amateur.

## Medallistas

### Profesional
| Evento      | Oro                            | Plata                        | Bronce                         |
| ----------- | ------------------------------ | ---------------------------- | ------------------------------ |
| Velocidad   | Gabriel Poulain Francia        | Thorvald Ellegaard Dinamarca | Henry Mayer Alemania           |
| Medio fondo | Robert Walthour Estados Unidos | Paul Guignard Francia        | Piet Dickentman · Países Bajos |

### Amateur
| Evento      | Oro                          | Plata                   | Bronce                      |
| ----------- | ---------------------------- | ----------------------- | --------------------------- |
| Velocidad   | Jimmy Benyon Reino Unido     | Harald Buck Reino Unido | Eugène Debongnie Francia    |
| Medio fondo | Leonard Meredith Reino Unido | Willy Mest Alemania     | Auguste Carremans · Bélgica |

## Medallero
| Núm. | País           | Oro | Plata | Bronce | Total |
| ---- | -------------- | --- | ----- | ------ | ----- |
| 1    | Reino Unido    | 2   | 1     | 0      | 3     |
| 2    | Francia        | 1   | 1     | 1      | 3     |
| 3    | Estados Unidos | 1   | 0     | 0      | 1     |
| 4    | Alemania       | 0   | 1     | 1      | 2     |
| 5    | Dinamarca      | 0   | 1     | 0      | 1     |
| 6    | Bélgica        | 0   | 0     | 1      | 1     |
| 6    | Países Bajos   | 0   | 0     | 1      | 1     |
|      | TOTAL          | 4   | 4     | 4      | 12    |